# 武田晃
武田 晃（たけだ あきら、1957年（昭和32年）5月 - ）は、日本のトランペット奏者、指揮者。元陸上自衛官。2019年（令和元年）6月現在、武蔵野音楽大学および尚美ミュージックカレッジ専門学校非常勤講師。

## 人物・来歴
山形県出身。山形県立新庄北高等学校を経て、1980年 武蔵野音楽大学卒業（トランペット専攻）。同年、陸上自衛隊に音楽科幹部要員として入隊し、陸上自衛隊のセントラルバンドである陸上自衛隊中央音楽隊に配属される。以後、同隊において演奏班長、教育科長などを務めるとともに、第2混成団音楽隊、第1音楽隊、東北方面音楽隊の隊長を歴任。2007年に中央音楽隊長に就任し、2017年に退官するまで務めた。
2019年6月現在、日本吹奏楽指導者協会会員、日本スーザ協会会長、21世紀の吹奏楽“響宴”実行委員会会員、アメリカン・バンドマスターズ協会名誉会員。
トランペットを斎藤征一郎、野崎季義、戸部豊に、指揮を紙谷一衞に師事した。
- 1987年（昭和62年）：東京藝術大学にて研修
- 1996年（平成8年）：オランダ王国国際指揮者講習会マスター・クラスに参加。同年8月、東北方面音楽隊長。
- 2001年（平成13年）：中央音楽隊企画科長
- 2005年（平成17年）4月1日：中央音楽隊副隊長
- 2007年（平成19年）7月1日：1等陸佐に昇任し同年8月より第13代中央音楽隊長

武田が隊長となった2007年度に、中央音楽隊は日本管打・吹奏楽学会から第18回 日本管打・吹奏楽アカデミー賞を受賞した
- 2009年（平成21年）10月：陸上自衛隊音楽隊長として初めてアメリカ陸軍軍楽隊に客演指揮者として招かれる
- 2012年（平成24年）8月：アメリカ陸軍士官学校軍楽隊に客演指揮者として招かれ、コンサートを指揮した[3][4]
- 2017年（平成29年）

3月22日：中央音楽隊長を退任
5月：定年退官（陸将補に特別昇任）